# PRIMES
Le modèle PRIMES est un modèle économique à équilibre partiel du futur secteur énergétique européen.
Il a été conçu initialement, dans sa version 1, par le E³M-Lab de l'Université polytechnique nationale d'Athènes en 1993 ; son développement s'est poursuivi jusqu'en 1998 avec une version 2.
L'approche utilisée pour prédire l'évolution du parc énergétique européen est économique : le modèle calcule le prix de l'énergie en fonction de l'offre et de la demande tout en intégrant un certain nombre de contraintes et en minimisant les coûts de production. 

## Description du modèle
Le modèle s'articule principalement autour de trois modules : l'offre, la demande et l'équilibre. 
- L'offre correspond à la production de l'énergie et est liée à la demande via les règles de tarifications.

- La demande se répartit entre plusieurs secteurs d'activités : 12 secteurs industriels (subdivisés en 26 sous-secteurs), 5 secteurs tertiaires (incluant l'agriculture), 1 secteur résidentiel (dissociant chauffage et électricité) et 1 secteur de transport (distinguant le transport de passagers et de marchandises et mettant à contribution 10 technologies de transport routier, ferroviaire, maritime/fluvial et aérien).

La demande est définie pour chaque secteur en termes d'énergie globale, le choix final du type d'énergie (électricité, chaleur ou transport) est fonction du prix de vente de ces énergies. Des substitutions d'énergie sont possibles suivant les variations relatives des prix de chacune. Les données d'activité économique et de démographie alimentant le module de demande énergétique proviennent de plusieurs bases de données : Eurostat, UNFCCC, MURE, ODYSSEE gérée par Enerdata, IKARUS, et certaines bases nationales des pays de l'Europe.
- Une fois l'offre et la demande établis, le module d'équilibre calcule le prix de l'énergie suivant la méthode de Ramsey-Boiteux. Plusieurs itérations sont nécessaires pour arriver à l'équilibre des prix entre l'offre et la demande.

Le parc de production énergétique est modélisé pour chaque pays de l'Union européenne (EU-28) ainsi que pour sept autres pays frontaliers (Suisse, Norvège et cinq autres pays, candidats reconnus à l'admission dans l'Union Européenne : Islande, Macédoine, Monténégro, Serbie, Turquie). 26 sources d'énergie et environ 1000 types de centrales sont prises en compte dans le modèle. Tous les types de filières sont représentées (filières thermiques, fissile et renouvelable) y compris les plus modernes comme la production de biocarburants ou d'hydrogène. Le choix des centrales répondant à la demande énergétique dépend directement des coûts de production. 
Les données utilisées pour modéliser les technologies proviennent des bases de données[réf. nécessaire] : VGB, SAPIENTIA, TECHPOL, NEMS, US DoE. Des données ont également été obtenues, en provenance d'associations du monde de  l'industrie, à partir de questionnaires et d'études concernant les potentiels d'énergies renouvelables (ECN et Observer) et les capacités de stockage de CO2 (TNO).

### L'horizon temporel
PRIMES fournit des prévisions pour les années 2010, 2020, 2030. Pour les années antérieurs (1990-2005), il ne s'agit pas de prévisions à proprement parler puisque le modèle utilise directement les données d'Eurostat ; c'est plutôt un calage du modèle.
Les prévisions de PRIMES prennent en compte l'évolution du parc technologique : des centrales sont démantelées entre chaque pas de temps et remplacées par d'autres pouvant mettre en jeu de nouvelles techniques. La pénétration d'une technique émergente est prise en compte au niveau de son coût de production : plus la technologie devient mature et plus son prix de production diminue ce qui augmente sa pénétration sur le marché.

### Les contraintes modélisées dans PRIMES
PRIMES est capable de prendre en compte un grand nombre de critères lors de ses simulations : taxes, subventions, permis d'émission et certificats vert, économies d'échelle, politique promouvant une filière particulière, contraintes et politiques environnementales, régulation et interventions sur les marchés de l'énergie, capacité de transport d'électricité et de gaz inter-pays, capacité des centrales intermittentes, capacité des réservoirs hydriques, sécurité énergétique de chaque pays. Ces contraintes sont appliqués lors de l'évaluation de la demande, de la production et de la tarification.

### Le scénario de base
Les résultats de PRIMES sont illustrés dans différents scénarios correspondant chacun à la mise en œuvre d'une politique énergétique (ex. : politique favorisant le développement des énergies renouvelables) ou d'une tendance économique particulière (exemple : prix élevé du pétrole). Dans ce contexte, un scénario de base a été développé pour aider à faire ressortir les résultats de chaque scénario. Il est important de comprendre que le scénario de base n'est pas une prévision du futur et ne correspond pas à l'avenir le plus probable.

### Le moduleBiomasse
Le modèle PRIMES considère 5 sources de biomasse :
| Culture de biomasse | Résidus agricoles | Industrie Forestière | Biomasse aquatique | déchets             |
| ------------------- | ----------------- | -------------------- | ------------------ | ------------------- |
| foin                | foin              | bois                 | algues             | industriel solide   |
| sucre               | sucre             | résidus              |                    | bagasse             |
| bois                | bois              |                      |                    | liqueur noire       |
| huile               | huile             |                      |                    | huile               |
|                     |                   |                      |                    | huile               |
|                     |                   |                      |                    | municipal solide    |
|                     |                   |                      |                    | boue d'épuration    |
|                     |                   |                      |                    | gaz d'enfouissement |
|                     |                   |                      |                    | fumier              |
|                     |                   |                      |                    | carcasse d'animaux  |

Le module Biomasse permet la modélisation de la bioénergie dans les 28 pays de l'Union Européenne, elle prend en compte les caractéristiques suivantes :
- potentiel technique de biomasse ;
- taux de croissance de la biomasse et de production des déchets ;
- prix et demande pour les produits ;
- facteur de capacité, disponibilité et durée de vie de chaque procédé ;
- taux d'efficacité énergétique et consommation énergétique de chaque procédé ;
- input et output de chaque procédé ;
- émissions de chaque procédé ;
- politiques (taxes, objectif d'utilisation de la biomasse, politique agricole).

Les auteurs remarquent que s'il existe de nombreuses références sur les technologies futures et leurs potentiels technico-économiques respectifs, il n'y a pas de consensus et des données contradictoires ont été trouvées. C'est pourquoi des experts ont été consultés pour produire les données du module biomasse pour PRIMES.
En définitive le module biomasse permet de modéliser 27 procédés de transformation permettant de convertir 20 types de biomasse en 12 types de bioénergie :
| Solide                          | Liquide        | Gaz          |
| ------------------------------- | -------------- | ------------ |
| biomasse solide pour combustion | huile végétale | biogaz       |
| pellet                          | bioethanol     | biohydrogène |
| charbon de bois                 | biodiesel      |              |
| déchets pour l'incinération     | biomethanol    |              |
| déchets de combustible          | bioDME         |              |

La demande finale en bioénergie est incorporée dans le modèle PRIMES, les filières de bioénergie mises à contribution sont choisies en fonction de leur coût de production en prenant en compte les éventuelles critères propres à la bioénergie (ex: subventions). La capacité de production de chaque filière est plafonnée par un potentiel technico-économique prédéterminé.

### Le moduleEnvironnement
Le module Environnement de PRIMES permet de modéliser les émissions de sept polluants : CO2, NOx, SO2, N2O, CH4, VOC, PM.

## Controverse sur l'outil

### Transparence
L'utilisateur du modèle PRIMES se trouve confronté au problème de l'accessibilité aux données. En effet, dans les publications de scénarios basées sur le modèle PRIMES[réf. nécessaire], les données sont souvent agglomérées : par exemple, dans le cas des scénarios prévoyant un développement de la bioénergie, il n'est pas précisé quelles filières seront utilisées. 
De même, seules les principales hypothèses étayant les scénarios sont disponibles : par exemple, toujours dans le cas d'un scénario prévoyant le développement de la bioénergie, les hypothèses sur l'origine de la biomasse servant à produire la bioénergie ne sont pas précisées si bien qu'on ne sait pas quelle part est importée, quelle part est produite sur d'anciennes terres agricoles et quelle part est produite sur de nouvelles terres.

### Cohérence avec l'analyse du cycle de vie
Ce manque d'information pose un sérieux problème à l'analyste qui voudrait réaliser une ACV en utilisant les scénarios décrits dans ces publications. En effet, l'analyste va devoir poser lui-même des hypothèses pour combler les manques d'information. On est en droit de penser que ces hypothèses seront en partie divergentes de celles utilisées lors de la modélisation par PRIMES. Ainsi, on peut s'attendre à une certaine incohérence entre le scénario modélisé dans PRIMES et le scénario modélisé dans l'ACV.